# ألان غيلزين
آلان جون غيلزين (22 أكتوبر 1938 - 8 يوليو 2018) كان لاعب كرة قدم اسكتلندي محترف، لعب من عام 1955 إلى عام 1975. كمهاجم، لعب آلان بشكل بارز مع نادي دندي وتوتنهام هوتسبير، كما ظهر أيضًا في 22 مباراة دولية مع اسكتلندا. ساعد نادي دندي في الفوز ببطولة الدوري الاسكتلندي في عام 1961-1962 وفاز توتنهام بكأس الاتحاد الإنجليزي في عام 1967 وكأس الدوري مرتين (1971 و1973) وكأس الاتحاد الأوروبي 1971-1972.

## مسيرة اللعب

### نادي دندي
بدأ آلان مسيرته مع الفريق المحلي كوبر أنجوس جونيورز، قبل أن يوقع على نماذج مؤقتة مع نادي دندي في يناير 1956 كلاعب هاوٍ يبلغ من العمر 17 عامًا. لعب مرة واحدة لفريق الشباب نادي دندي فيوليت، ثم لعب مرة أخرى لفريق كوبر أنجوس أثناء عمله كموظف إرسال في إحدى شركات تصنيع السجاد في بيرث. وقّع على نماذج احترافية مع نادي دندي في فبراير 1957، ثم أمضى فترة في هامبشاير أثناء خضوعه للخدمة الوطنية في فيلق الخدمة بالجيش الملكي. شارك آلان لأول مرة في مباراة تنافسية مع نادي دندي في أغسطس 1959، ثم أصبح جزءًا أساسيًا من الفريق الناجح. سجل 169 هدفًا في 190 مباراة مع نادي دندي في الدوري الاسكتلندي الممتاز حيث فاز نادي دندي ببطولة الدوري الاسكتلندي في 1961-1962 ووصل إلى الدور نصف النهائي من كأس أوروبا 1962-1963. في عام 2009، كان آلان أحد أوائل المنضمين إلى قاعة المشاهير بنادي دينس بارك.

### توتنهام هوتسبير
انضم آلان إلى توتنهام هوتسبير في ديسمبر 1964، مقابل رسوم انتقال بلغت 72500 جنيه إسترليني. شارك لأول مرة مع توتنهام بعد أسبوع، في مباراة على أرضه ضد إيفرتون.
استمتع آلان بمسيرة رائعة كلاعب في توتنهام، كما غيّر أسلوب لعبه من كونه هدافًا رئيسيًا إلى كونه مهاجمًا ذكيًا ومبدعًا. لقد شكل شراكة فعالة في تسجيل الأهداف إلى جانب اللاعب المفضل لدى الجماهير جيمي جريفز، وقد أطلق عليهم المشجعون معًا اسم "G-Men". كانت المباراة البارزة التي شارك فيها هي مباراة الدور الرابع من كأس الاتحاد الإنجليزي عام 1966 ضد بيرنلي عندما سجل ثلاثية وفاز بالمباراة 4-3 بهدف متأخر. كان عضوًا في الفريق الفائز بنهائي كأس الاتحاد الإنجليزي عام 1967. استمر آلان في أن يكون لاعبًا أساسيًا في الفريق الأول بعد وصول مارتن تشيفرز في أوائل عام 1968 من ساوثهامبتون.
بعد انتقال شريك الهجوم جريفز إلى وست هام يونايتد في مارس 1970، شكل جيلزين وتشيفرز شراكة جديدة وناجحة في تسجيل الأهداف. ساهم هذا بشكل كبير في انتصارات توتنهام في الكأس في النصف الأول من العقد، حيث فاز بكأس الدوري في عام 1971، ونهائي كأس الاتحاد الأوروبي عام 1972 ضد ولفرهامبتون واندررز، وفوزه الثاني بكأس الدوري في عام 1973. حصل على لقب "ملك وايت هارت لين" أثناء وجوده في توتنهام.
كان موسم 1973–74 هو الموسم الأخير لآلان كلاعب كرة قدم محترف حيث خسر توتنهام نهائي كأس الاتحاد الأوروبي أمام نادي فينورد روتردام الهولندي. كافأ توتنهام آلان بمباراة تكريمية، أقيمت ضد ريد ستار بلغراد في نوفمبر 1974، للاعتراف بخدمته التي استمرت عشر سنوات كلاعب في توتنهام.

### حديقة هايلاندز
بعد اعتزاله من توتنهام، لعب آلان في جنوب أفريقيا لمدة ثلاثة أشهر مع هايلاندز بارك.

### المسيرة الدولية
شارك آلان لأول مرة مع منتخب اسكتلندا في نوفمبر 1963، في فوز 6-1 على النرويج. كان قد مثل بلاده سابقًا على مستوى تحت 23 عامًا والدوري الاسكتلندي الحادي عشر. حصل على أربع مباريات دولية أخرى في الأشهر الاثني عشر التالية أثناء اللعب مع نادي دندي. كما سجل هدفين لصالح منتخب اسكتلندا ضد توتنهام هوتسبير في مباراة تذكارية في نوفمبر 1964 للاعب توتنهام واسكتلندا جون وايت، الذي توفي في ظروف مأساوية في وقت سابق من ذلك العام.
مثل آلان اسكتلندا سبعة عشر مرة خلال مسيرته مع توتنهام. وفي المجمل سجل 12 هدفًا في 22 مباراة دولية كاملة مع اسكتلندا، بين نوفمبر 1963 وأبريل 1971.

## أسلوب اللعب
كان جيلزين هدافًا غزير الإنتاج خلال فترة وجوده في نادي دندي، وسيستمر في كونه هدافًا غزير الإنتاج في توتنهام بينما يوفر أيضًا فرصًا لشركائه في الهجوم جيمي جريفز ومارتن تشيفرز. كان آلان لاعبًا طبيعيًا في التعامل مع الكرة بالرأس ويمتلك تقنية رائعة. وصف جريفز آلان بأنه أفضل لاعب لعب معه على الإطلاق وبأنه "أخ بالدم".
قام العديد من مشجعي توتنهام الذين شاهدوه يلعب في الستينيات والسبعينيات بمقارنة مهاجم توتنهام في القرن الحادي والعشرين ديميتار برباتوف بآلان.

## مهنة الإدارة
عاد آلان إلى إنجلترا بعد فترة قضاها في جنوب أفريقيا، ليصبح مديرًا لفريق ستيفيناج أثليتيك الذي تولى إدارته لموسم واحد من عام 1975 إلى عام 1976.

## الحياة الشخصية
صرح آلان أثناء اللعب أنه لا يحب كرة القدم وليس لديه أي نية في تعزيز مسيرته المهنية بعد اللعب. عمل لاحقًا في شركة نقل في إنفيلد، على مسافة قصيرة من وايت هارت لين.
عندما قام الصحفي هانتر ديفيز باستطلاع رأي فريق توتنهام هوتسبير في عام 1972، قال آلان إنه كان يدعم حزب المحافظين. وأصبح ابنه إيان أيضًا لاعب كرة قدم محترفًا. توفي آلان في 8 يوليو 2018، بعد أن تم تشخيص إصابته بورم في المخ قبل بضعة أسابيع.

## إحصائيات الأحتراف

### الأهداف الدولية
قائمة النتائج والأهداف: أولًا، يشير عمود النتيجة إلى النتيجة بعد كل هدف سجله آلان.
| -لا، لا، لا | التاريخ        | الموقع                          | الخصم            | النتيجة | النتيجة | المنافسة                                                                                              |
| ----------- | -------------- | ------------------------------- | ---------------- | ------- | ------- | --- |
| 1           | 11 أبريل 1964  | هامبدن بارك، غلاسكو             | إنجلترا          | 1–0     | 1–0     | 1963-64 بطولة بريطانيا المنزلية                                                                       |
| 2           | 12 مايو 1964   | نيدرساكسن ستاديون، هانوفير      | ألمانيا الغربية  | 1–2     | 2–2     | صداقة                                                                                                 |
| 3           | 12 مايو 1964   | نيدرساكسن ستاديون، هانوفير      | ألمانيا الغربية  | 2–2     | 2–2     | صداقة                                                                                                 |
| 4           | 25 نوفمبر 1964 | هامبدن بارك، غلاسكو             | أيرلندا الشمالية | 2–1     | 3–2     | 1964-65 بطولة بريطانيا المنزلية                                                                       |
| 5           | 2 أكتوبر 1965  | ويندسور بارك، بلفاست            | أيرلندا الشمالية | 1–0     | 2–3     | 1965-66 بطولة بريطانيا المنزلية                                                                       |
| 6           | 2 أكتوبر 1965  | ويندسور بارك، بلفاست            | أيرلندا الشمالية | 2–2     | 2–3     | 1965-66 بطولة بريطانيا المنزلية                                                                       |
| 7           | 22 نوفمبر 1967 | هامبدن بارك، غلاسكو             | ويلز             | 1–0     | 3–2     | 1967-68 بطولة بريطانيا المنزلية / تصفيحات أوروبا 1968تصفيحات لكرة القدم في الاتحاد الأوروبي لعام 1968 |
| 8           | 22 نوفمبر 1967 | هامبدن بارك، غلاسكو             | ويلز             | 2–2     | 3–2     | 1967-68 بطولة بريطانيا المنزلية / تصفيحات أوروبا 1968تصفيحات لكرة القدم في الاتحاد الأوروبي لعام 1968 |
| 9           | 17 ديسمبر 1968 | ليكوسيا نيكوسيا                 | قبرص             | 1–0     | 5–0     | تصنيف كأس العالم 1970                                                                                 |
| 10          | 17 ديسمبر 1968 | ليكوسيا نيكوسيا                 | قبرص             | 3–0     | 5–0     | تصنيف كأس العالم 1970                                                                                 |
| 11          | 3 مايو 1969    | مساحة سباقات (وريكشم) (ويركسام) | ويلز             | 3–2     | 5–3     | 1968-69 بطولة بريطانيا المنزلية                                                                       |
| 12          | 22 أكتوبر 1969 | فولكس باركستاديون، هامبورغ      | ألمانيا الغربية  | 2–2     | 2–3     | تصنيف كأس العالم 1970                                                                                 |

## الجوائز والألقاب
نادي دندي
- الدوري الاسكتلندي الدرجة الأولى : 1961–62

توتنهام هوتسبير
- كأس الاتحاد الإنجليزي : 1966–67[21]
- كأس الدوري لكرة القدم : 1970–71، 1972–73
- درع الاتحاد الإنجليزي لكرة القدم الخيرية : 1967 (مشترك)[22]
- كأس الاتحاد الأوروبي : 1971–72

فردي
- تم إدخاله إلى قاعة مشاهير كرة القدم الاسكتلندية : 2009[23]
- تم إدخاله إلى قاعة مشاهير نادي دندي لكرة القدم: 2009[24]
- تم إدخاله إلى قاعة مشاهير توتنهام هوتسبير: 2013[6]

## روابط خارجية
- Profile Sporting-Heroes.net
- Alan Gilzean-aerial craftsman